# Sebo (alfarrabista)
Sebo (português brasileiro) ou alfarrabista (português europeu) são livrarias que compram, vendem e trocam livros usados.

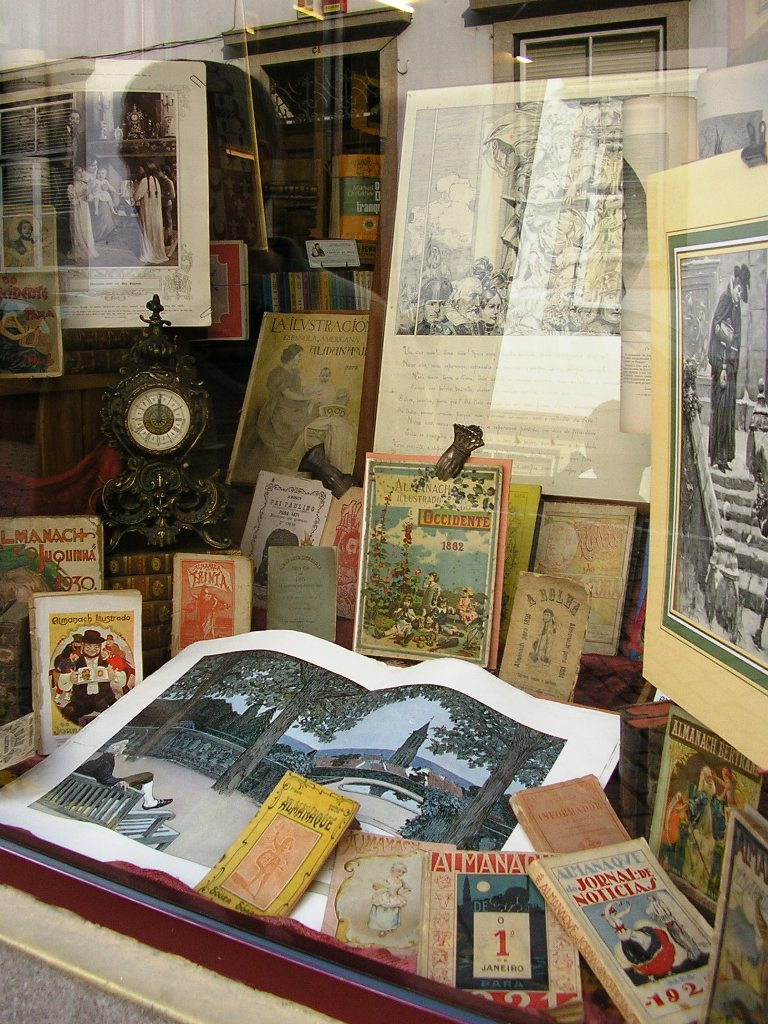
Montra do Chaminé da Mota, um dos alfarrabistas mais populares do Porto, em Portugal.

O preço dos livros vendidos em sebos ou alfarrabistas é geralmente mais baixo, com exceção de livros raros, autografados, primeiras edições, os que levam encadernação de luxo, que podem ter um custo maior por seu valor histórico. Estas lojas de livros usados costumam ser bastante frequentadas por curiosos, estudiosos e colecionadores.
Alguns sebos disponibilizam uma oferta mais ampla de autores do que as livrarias tradicionais. O livro é o principal produto vendido nessas lojas, entretanto, torna-se comum também a venda de outros produtos usados, geralmente em menor quantidade, tais como LPs, CDs, revistas e artigos de decoração. 

## Etimologias
Sebo
Existem teorias diversas para a origem da palavra "sebo". A mais aceita é a de que o termo provém do fato de que livros usados acabam ficando "ensebados" ou "sebentos", ou seja, engordurados, pelo excesso de manuseio.
Alfarrábio
O termo alfarrabista provém de "alfarrábio" ("livro velho, antigo, raro"), cuja origem é o nome do filósofo islâmico Alfarábi (c.870–951; do árabe الفارابي).